# Сысоево (Чихачёвская волость)
Сысоево — деревня в Бежаницком районе Псковской области. Входит в состав сельского поселения муниципальное образование «Чихачёвская волость».
Расположена в 57 км к северу от райцентра, посёлка Бежаницы, и в 12 км к северу от волостного центра, села Чихачёво.

## Население
Численность населения по оценке на 2000 год составляла 44 жителя.